# Массон, Антуан
Антуан Массон (фр. Antoine Masson; 1636 — 30 мая 1700, Париж) — французский рисовальщик, живописец и гравёр. Художник «большого стиля» эпохи правления короля Людовика XIV. Ученик Пьера Миньяра.

## Биография
Антуан изучал гравировку в качестве ученика мастера-оружейника и не имел другого образования. В 1679 году был принят в Королевскую академию живописи и скульптуры. Выставлял свои произведения в Парижском салоне 1699 года.
Художник создал шестьдесят восемь гравюр, в основном портреты, из которых наиболее известен портрет Анри Лотарингского, графа д’Аркура под названием «Кадет с жемчужиной» (Le Cadet à la perle), по жемчужной серьге в левом ухе портретируемого. Его самая известная работа — гравюра «Христос в Эммаусе» по картине Тициана (в Лувре), известная под названием «Скатерть» (La Nappe), оттого, что на гравюре эффектно изображены складки скатерти на столе, за которым сидят Спаситель и его ученики. Также известны «Медный Змей» по картине Шарля Лебрена, «Взятие Девы Марии на небо», или «Ассунта», по оригиналу Рубенса, и многие портреты придворных короля Людовика, а также судьи Гаспара Шарье, советника Оливье д’Ормессона, герцогини Гиз, медика Кюро де ла Шанбра (по оригиналу П. Миньяра).
Среди немногих сохранившихся рисунков есть рисунки пастелью Карла II, короля Англии (Музей Маньен) и Пьера Дюпюи (Лувр).
Его дочь, Мадлен Массон (1666—1713), вышла замуж за гравера Николя Абера.

## Галерея

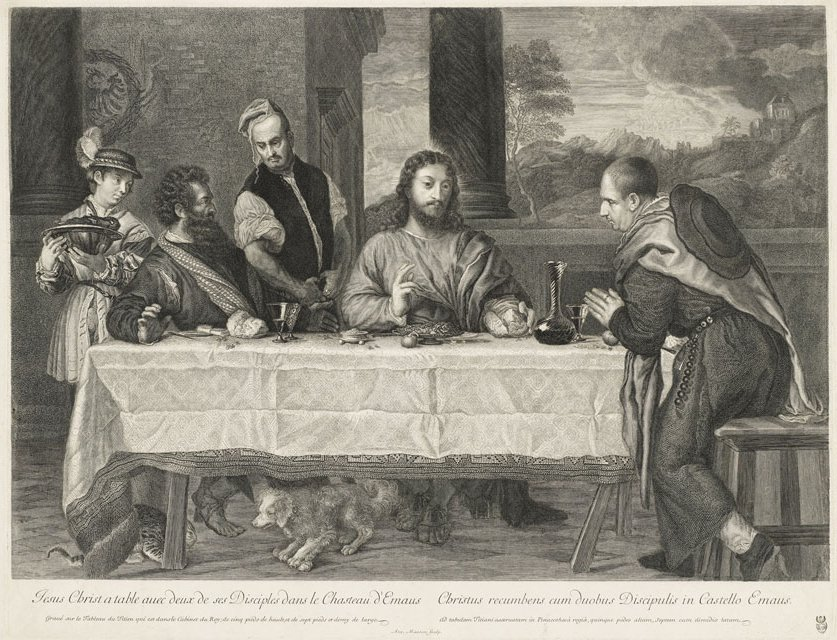
Христос в Эммаусе. По картине Тициана. Офорт, резец
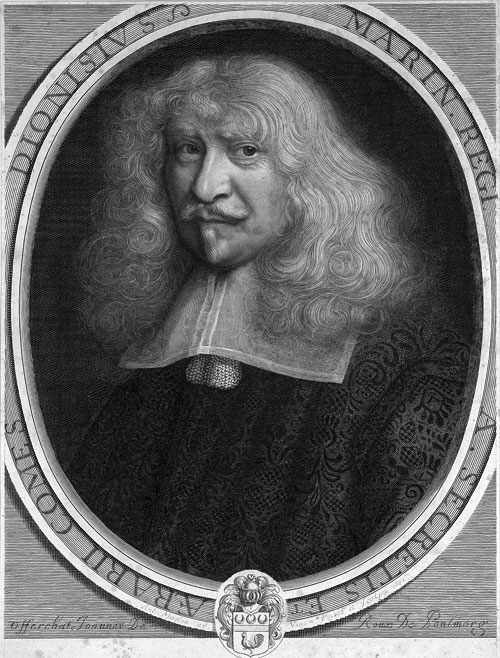
Портрет Дениса Марина, королевского секретаря. 1672. Резец, офорт
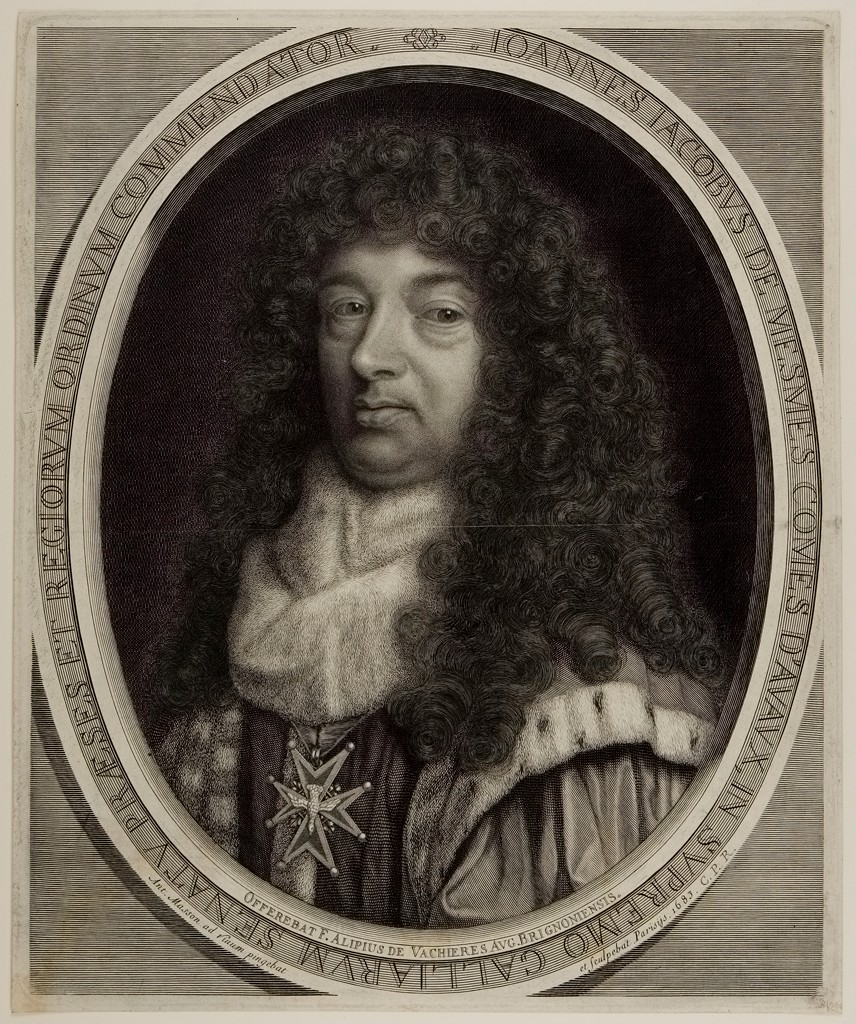
Портрет Жан-Жака де Месме. 1683. Офорт, резец
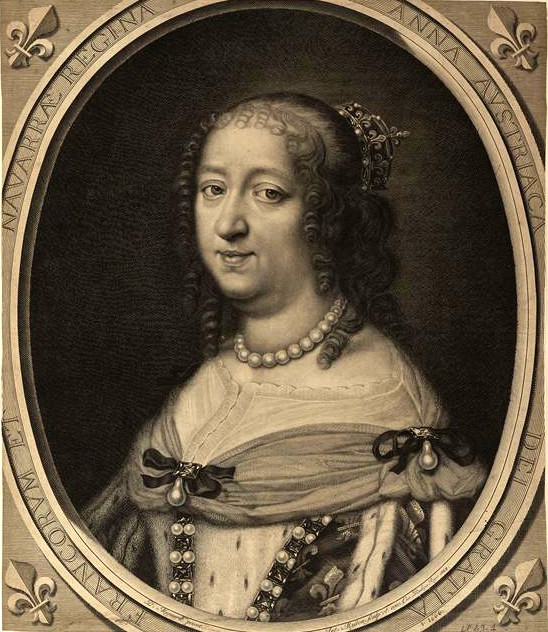
Aнна Австрийская. По картине П. Миньяра. Офорт, резец
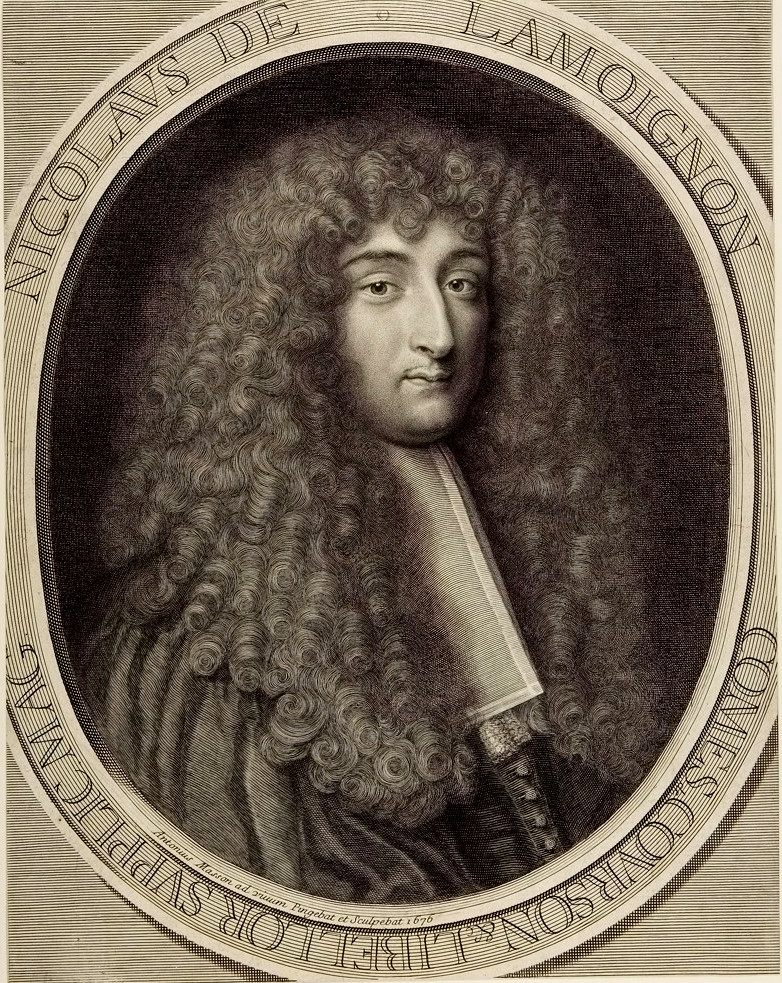
Никола де Ламойньон. 1676. Офорт, резец
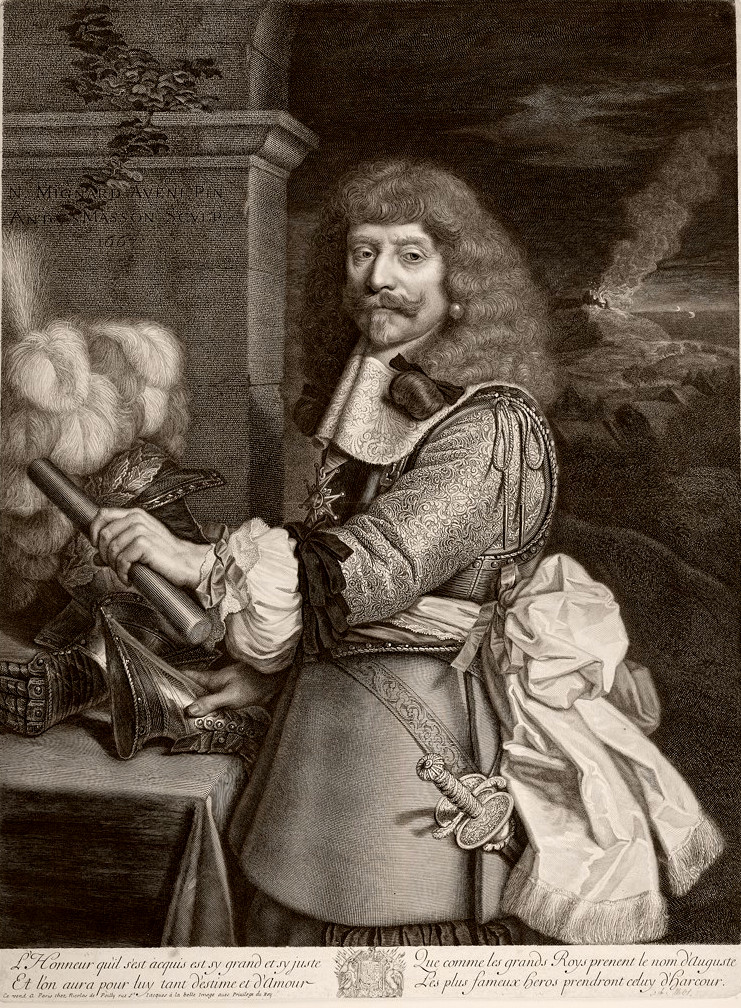
Портрет Анри Лотарингского, графа д'Аркура («Кадет с жемчужиной»). 1667. Офорт, резец